# Bartolomé Sureda y Miserol
Bartolomé Sureda y Miserol (ur. 1769 w Palmie, zm. 10 maja 1850 tamże) – hiszpański inżynier, dyrektor fabryk porcelany, fajansu i sukna.

## Życiorys
Bartolomé Sureda (1769–1851) pochodził z Majorki, z niezamożnej rodziny cieśli. Uczył się rysunku w szkole w Palmie. W wieku 18 lat wyjechał do Madrytu, aby studiować w Królewskiej Akademii Sztuk Pięknych św. Ferdynanda. Poznał tam Agustína de Betancourta, wybitnego inżyniera i wynalazcę, który odkrył jego talent. W 1793 roku Betancourt zabrał Suredę do Londynu, gdzie sfinansował jego dalsze studia. Sureda miał okazję poznać różne procesy przemysłowe, w tym techniki drukarskie takie jak akwatinta i mezzotinta. W 1796 roku wrócił do Hiszpanii, prawdopodobnie spotkał się z malarzem Franciskiem Goyą, z którym podzielił się wiedzą o technikach grawerskich. W 1800 otrzymał stypendium na wyjazd do Paryża, gdzie miał poznawać przemysłową produkcję tekstyliów i porcelany. W czasie pobytu w Paryżu poznał i ożenił się z Francuzką Thérèse Louise Chapronde Saint Armand, damą z oświeconej burżuazji. Możliwe, że poznali się poprzez zegarmistrza Abrahama-Louisa Brégueta, który od lat przyjaźnił się z Thérèse Louise. Małżeństwo wyjechało do Madrytu w 1803 roku, kiedy Sureda otrzymał zadanie modernizacji Królewskiej Fabryki Porcelany Buen Retiro. W 1807 roku został dyrektorem tej manufaktury, być może z tej okazji został sportretowany przez Goyę. W 1808 fabryka została zniszczona w czasie inwazji napoleońskiej, przez co Sureda wyemigrował do Francji, gdzie mieszkał razem z żoną do ostatnich miesięcy 1814 roku. Po powrocie do Hiszpanii osiedlił się na Majorce, gdzie założył fabrykę sukna czesankowego. Jednak w lutym 1817 został wezwany do Madrytu, by kierować fabryką sukna (Real Fábrica de Paños) w Guadalajarze. 26 marca 1821 został zastępcą dyrektora królewskiej fabryki fajansu (Real Fábrica de Loza de la Moncloa), a następnie, w 1822 roku, stałym dyrektorem. Cztery lata później został także dyrektorem królewskiej fabryki kryształu (Real Fábrica de Cristales de La Granja). Odszedł ze służby królewskiej 13 listopada 1829 i wrócił na swoją rodzinną Majorkę, gdzie poświęcił się malarstwu. Malował pejzaże, tematy religijne i sceny rodzajowe w stylu Goi. Zmarł 10 maja 1850.